# Niko Ojamäki
Niko Ojamäki, född 17 juni 1995 i Björneborg, Finland, är en finländsk professionell ishockeyspelare som spelar för Rytíři Kladno i Extraliga. Under sina första säsonger som senior spelade Ojamäki i Liiga för Ässät och Tappara. Med Tappara tog han silver och brons i den inhemska ligan. Han lämnade klubben efter säsongen 2019/20 och spelade sedan två säsonger utomlands; en med Linköping HC i SHL och en med ryska HK Vitjaz Podolsk i KHL. I KHL vann han skytteligan.
2022 återvände han till Tappara, med vilka han vann ett finskt guld. Därefter spelade han under två säsonger för den schweiziska klubben EHC Kloten i NL. Sedan juli 2025 tillhör han tjeckiska Rytíři Kladno.
2016 spelade Ojamäki sin första A-landslagsmatch och har sedan dess representerat Finland vid ett OS och två VM. 2022 vann han OS-guld i Peking, medan han 2019 i Slovakien vann VM guld, och 2021 i Lettland tog VM-silver. I ungdoms- och juniorsammanhang har han spelat ett U18-VM där han tog brons, samt ett JVM.

## Karriär

### Klubblag

#### 2010–2020: Början av karriären
Ojamäki började spela ishockey i moderklubben Ässät. Säsongen 2010/11 var han lagkapten för Ässäts U16-lag som senare kom att ta ett finskt brons. De två följande säsongerna etablerade Ojamäki sig i Ässäts J20-lag. Säsongen 2013/14 tog han brons med J20-laget. Samma säsong gjorde han debut med Ässäts seniorlag i Liiga, där han spelade fem grundseriematcher. Den 27 mars 2014 meddelades det att Ojamäki skrivit ett avtal med Ässäts seniorlag för två säsonger. Ojamäki gjorde sitt första mål i serien den 14 oktober 2014, på Ville Hostikka, i en 3–4-seger mot Vasa Sport. Totalt noterades han för 14 poäng på 54 grundseriematcher (åtta mål, sex assist). Säsongen därpå blev Ojamäki trea i lagets interna skytteliga med 16 gjorda mål. På 60 grundseriematcher stod han för 33 poäng. Den 8 maj 2016 meddelades det att Ojamäki förlängt sitt avtal med Ässät med ytterligare en säsong. Säsongen kom att bli hans sista med Ässät och han blev utsett till en av lagets assisterande kaptener. På 54 matcher stod han för 26 poäng och var den spelare i ligan som gjorde flest mål i numerärt underläge (3).
I slutet av maj 2017 bekräftades det att Ojamäki lämnat Ässät och skrivit ett avtal med seriekonkurrenten Tappara. Poängmässigt blev säsongen hans sämsta sedan hans första säsong som ordinarie i Liiga. Tappara slutade på tredje plats i grundserien och Ojamäki stod för 17 poäng (åtta mål, nio assist) på 60 spelade matcher. I det följande slutspelet tog laget sig till final, där man dock förlorade mot Kärpät med 4–2 i matcher och därmed tilldelades ett silver. Säsongen 2018/19 slutade Ojamäki på femte plats i skytteligan i Liiga. På 58 grundseriematcher stod han för 23 mål och med totalt 37 poäng gjorde han sin poängmässigt bästa säsong i ligan. Tappara slutade på andra plats i grundserien och i slutspelet slogs laget ut i semifinal av HPK med 4–2 i matcher. Man vann dock bronsmatchen, där Ojamäki inledde målskyttet, med 3–2 mot HIFK. Han förlängde sitt avtal med Tappara med ytterligare en säsong den 26 april 2019. I september 2020 utsågs han till månades spelare i Liiga. Tappara slutade på tredje plats i grundserien och Ojamäki stod för 35 poäng på 60 matcher, varav 19 mål. Slutspelet ställdes dock in på grund av Coronaviruspandemin 2019–2021.

#### Från 2020: Finskt guld och spel utomlands
Den 3 juli 2020 tillkännagav Linköping HC i SHL att man skrivit ett tvåårsavtal med Ojamäki. Han gjorde SHL-debut den 19 september 2020 i en match mot Rögle BK. Den 1 december samma år gjorde han sitt första mål i SHL, på Oscar Alsenfelt, i en 3–4-seger mot Malmö Redhawks. På 48 matcher med Linköping noterades Ojamäki för 16 poäng, varav fem mål. Den 16 maj 2021 meddelade klubben att Ojamäki nyttjat en klausul i sitt avtal och lämnat klubben för spel i KHL.
Den 21 maj 2021 bekräftades det att Ojamäki skrivit ett avtal med HK Vitjaz Podolsk i KHL. Han gjorde KHL-debut den 2 september samma år i en 3–6-seger mot Torpedo Nizjnij Novgorod. I den nästföljande matchen två dagar senare, gjorde Ojamäki ett hat trick på Magnus Hellberg, i en 6–5-förlust mot HK Sotji. I grundseriens näst sista match gjorde Ojamäki sitt 29:e mål för säsongen och passerade därmed Teemu Hartikainens tidigare rekord för flest mål av en finländsk spelare i KHL. Med denna notering vann Ojamäki skytteligan i grundserien och stod totalt för 43 poäng, vilket också gav honom en förstaplats i Vitjaz Podolsks interna poängliga. Laget slutade på tionde plats i den västra konferensen och missade därmed att ta sig till Gagarin Cup-slutspelet.
Efter två säsonger utomlands bekräftades det den 23 juni 2022 att Ojamäki återvänt till Finland då han skrivit ett ettårsavtal med Tappara. I säsongens andra match stod Ojamäki för ett hat trick då HIFK besegrades med 5–2. På 55 grundseriematcher stod Ojamäki för 41 poäng, vilket gav honom en 15:e plats i Liigas poängliga. Han gjorde 20 mål och vann Tapparas interna skytteliga och slutade på femte plats i Liigas skytteliga. Han var också den spelaren i hela serien som stod för flest mål i power play (12). Tappara vann grundserien och tog sig därefter till final genom att slå ut Kookoo (4–0) och HIFK (4–1) i det efterföljande slutspelet. Man vann sedan även finalserien mot Pelicans med 4–1 i matcher. På 14 slutspelsmatcher stod Ojamäki för 13 poäng, varav fyra mål.
Den 28 april 2023 bekräftades det att Ojamäki skrivit ett tvåårsavtal med EHC Kloten i NL. Laget slutade näst sist i grundserien, där Ojamäki stod för 19 poäng, varav fem mål. Under sin andra säsong i klubben stod han för 33 poäng, varav 16 mål, och slutade på andra plats i lagets interna poäng- och skytteliga. Laget slutade på sjunde plats i grundserien och slogs därefter omgående ut i kvartsfinalserien mot ZSC Lions med 4–1 i matcher.
Efter två säsonger med Kloten bekräftades det den 22 juli 2025 att Ojamäki lämnat klubben och skrivit ett kontrakt med den tjeckiska klubben Rytíři Kladno i Extraliga.

### Landslag

#### 2013–2015: Ungdoms- och juniorlandslag
Ojamäki har spelat ett U18-VM och ett JVM. Vid U18-VM i Ryssland 2013 placerade sig Finland som tvåa i grupp A, efter värdnationen. I det efterföljande slutspelet slogs laget ut i semifinal av Kanada efter en 3–1-förlust. Man vann dock bronsmatchen mot Ryssland med 2–1. Ojamäki spelade samtliga sju matcher, men gick poänglös ur dessa. Vid JVM i Kanada 2015 tog Finland endast en seger i gruppspelet och slogs därefter ut i kvartsfinal av Sverige med 6–3. Även denna gång gick Ojamäki poänglös, på fem spelade matcher.

#### 2016–2023: A-landslaget
Han gjorde A-landslagsdebut den 7 april 2016 i en träningsmatch mot Slovakien, då han blev inkallad att ersätta Juhani Tyrväinen som ådragit sig en skada. Den 7 februari 2019 gjorde han sitt första A-landslagsmål, på Ilya Konovalov, i en 4–3-förlust mot Ryssland under Sweden Hockey Games.
Ojamäki blev uttagen till sitt första VM 2019, som avgjordes i Slovakien. Finland slutade på andra plats i grupp A och slog i slutspelsrundan ut både Sverige och Tjeckien. I finalen besegrades Kanada med 3–1 och Ojamäki tilldelades därmed ett VM-guld. På tio matcher noterades han för ett mål och tre assistpoäng. Vid det efterföljande mästerskapet, som avgjordes i Lettland 2021, slutade Finland på andra plats i grupp B och tog sig åter till final. Efter förlängningsspel vann Kanada matchen med 3–2 och Ojamäki tilldelades därmed ett VM-silver. På åtta matcher noterades han för två assistpoäng.
2022 blev Ojamäki uttagen att spela OS i Peking. Han spelade dock endast i Finlands öppningsmatch mot Slovakien, vilken man vann med 6–2 och Ojamäki stod för en assistpoäng. Laget tog sig därefter till OS-final, där man besegrade Ryssland med 2–1.

## Statistik

### Klubblag
| 2013–14      | Ässät             | Liiga        | 5   | 0   | 0  | 0   | 0  | —  | — | —  | —  | —  |
| 2014–15      | Ässät             | Liiga        | 54  | 8   | 6  | 14  | 4  | 2  | 0 | 0  | 0  | 2  |
| 2015–16      | Ässät             | Liiga        | 60  | 16  | 17 | 33  | 6  | —  | — | —  | —  | —  |
| 2016–17      | Ässät             | Liiga        | 54  | 14  | 12 | 26  | 4  | 3  | 1 | 0  | 1  | 2  |
| 2017–18      | Tappara           | Liiga        | 60  | 8   | 9  | 17  | 10 | 16 | 3 | 4  | 7  | 0  |
| 2018–19      | Tappara           | Liiga        | 58  | 23  | 14 | 37  | 4  | 11 | 1 | 3  | 4  | 2  |
| 2019–20      | Tappara           | Liiga        | 60  | 19  | 16 | 35  | 6  | —  | — | —  | —  | —  |
| 2020–21      | Linköping HC      | SHL          | 48  | 5   | 11 | 16  | 6  | —  | — | —  | —  | —  |
| 2021–22      | HK Vitjaz Podolsk | KHL          | 48  | 29  | 14 | 43  | 6  | —  | — | —  | —  | —  |
| 2022–23      | Tappara           | Liiga        | 55  | 20  | 21 | 41  | 8  | 14 | 4 | 9  | 13 | 5  |
| 2023–24      | EHC Kloten        | NL           | 50  | 5   | 14 | 19  | 4  | —  | — | —  | —  | —  |
| 2024–25      | EHC Kloten        | NL           | 50  | 16  | 17 | 33  | 8  | 9  | 1 | 2  | 3  | 4  |
| Liiga totalt | Liiga totalt      | Liiga totalt | 406 | 108 | 95 | 203 | 42 | 46 | 9 | 13 | 22 | 11 |
| NL totalt    | NL totalt         | NL totalt    | 100 | 21  | 31 | 52  | 12 | 9  | 1 | 2  | 3  | 4  |

### Internationellt
| År            | Lag           | Turnering     | Matcher | Mål | Assists | Poäng | Utv. |
| ------------- | ------------- | ------------- | ------- | --- | ------- | ----- | ---- |
| 2013          | Finland U18   | U18-VM        | 7       | 0   | 0       | 0     | 2    |
| 2015          | Finland J20   | JVM           | 5       | 0   | 0       | 0     | 2    |
| 2019          | Finland       | VM            | 10      | 1   | 3       | 4     | 2    |
| 2021          | Finland       | VM            | 8       | 0   | 2       | 2     | 0    |
| 2022          | Finland       | OS            | 1       | 0   | 1       | 1     | 0    |
| Junior totalt | Junior totalt | Junior totalt | 12      | 0   | 0       | 0     | 4    |
| Senior totalt | Senior totalt | Senior totalt | 19      | 1   | 6       | 7     | 2    |